# Speedcubing
 (janvier 2017).
 (janvier 2017).
 (janvier 2017).
Le speedcubing est une discipline sportive qui consiste à résoudre un Rubik's Cube ou tout autre puzzle 3D le plus rapidement possible.
Ce sport rassemble des milliers d'adeptes à travers le monde, attirant des compétiteurs de tous âges et niveaux. Des compétitions internationales sont organisées régulièrement, offrant aux participants l'occasion de se mesurer les uns aux autres et, parfois, de remporter des prix.
Le premier championnat du monde s'est tenu en 1982 à Budapest, avec seulement 19 participants. Après cette première édition, le développement de la discipline connaît un ralentissement, mais la libre circulation des informations sur Internet au début des années 2000 permet une popularisation massive du speedcubing. Les tutoriels en ligne, les forums et les vidéos contribuent à l’émergence d'une communauté mondiale, favorisant l'amélioration des performances et l'organisation d'évènements. 
En 2003, les deuxièmes championnats du monde ont lieu au Canada, marquant la renaissance du speedcubing compétitif. L'année suivante, la World Cube Association (WCA) est créée. Cette organisation mondiale régule et supervise les compétitions officielles, en définissant les règles, en homologuant les records, et en garantissant l'équité des évènements.

## Description
Le but est de résoudre un puzzle de la famille du Rubik's Cube le plus rapidement possible. Dans une compétition reconnue par la World Cube Association (WCA), un ensemble de règles strictes doit être respecté pour que le résultat soit accepté.
À titre d'exemple, le déroulement d'une résolution de l'épreuve classique, le Rubik's Cube (aussi appelé 3x3x3), est le suivant :
- Le cube du compétiteur est mélangé hors de sa vue. Le compétiteur vient ensuite à une table de résolution avec un juge et son cube est amené ;
- Le juge enlève le cache qui empêche le compétiteur de voir le cube. Celui-ci a 15 secondes pour regarder l'état initial de son cube. Ce temps est appelé inspection ;
- Avant la fin de l'étape de l'inspection, le compétiteur pose son cube sur la table, puis ses mains sur le chronomètre. Il démarre ensuite ce dernier en décollant ses mains et commence à résoudre le cube ;
- Le chronomètre s'arrête une fois que le compétiteur repose le cube sur la table, ainsi que ses deux mains à plat sur le chronomètre. Le juge décide alors de valider sa résolution ou d'appliquer d'éventuelles pénalités si des infractions au règlement sont commises, ou si le cube n'est pas résolu.

Le classement des compétiteurs pour cette épreuve se fait de la façon suivante : chaque compétiteur résout 5 fois le cube à partir de mélanges différents. Le meilleur et le plus mauvais temps sont retirés, et la moyenne des 3 restants est conservée. Ce procédé est dénommé en français moyenne élaguée des cinq (généralement appelé average).

## Terminologie
Cette section présente un glossaire des termes fréquemment utilisés en speedcubing.
Le terme générique Event est employé pour désigner tous les casse-têtes basés sur le concept du Rubik's Cube et pouvant être résolus dans une optique de rapidité :

### Algorithme
Suite de mouvements apprise par cœur. Ce terme est un abus de langage, mais il est nécessaire de le connaître pour comprendre certaines pages traitant du sujet.

### AVG
« Average ». Moyenne tronquée des temps de plusieurs résolutions. Par exemple, un Ao5 (Average of 5) est utilisé pour classer les compétiteurs : c'est une moyenne des 3 temps parmi les 5 effectués, les deux qui ne sont pas comptés sont le meilleur et le moins bon temps.
Ensemble de pièces du cube adjacentes et qui sont résolues par rapport aux autres.

### CR
De l'anglais « continental record », il s'agit du meilleur temps de résolution continentale (par continent).

### Cross
Première étape de la méthode Fridrich. 

### COLL
Étape de la méthode de Petrus consistant à orienter et placer les coins de la dernière face. Signifie « Corners and Orientation of Last Layer ».

### Corner twist
Terme désignant le fait qu'un coin se tourne, avant ou pendant la résolution. Se produit quand on cherche à aller trop vite, ou lorsque le cube est trop desserré ou lubrifié.

### DNF
Puzzle qu'un compétiteur n'a pas terminé, par exemple lorsque celui-ci se déboîte (POP). Signifie « Did Not Finish ».

### DNS
Puzzle qu'un compétiteur n'a pas commencé à résoudre. Utilisé principalement lorsque le premier essai a dépassé le temps réglementaire. Signifie « Did Not Start ».

### F2L
Deuxième étape de la méthode CFOP, ou méthode Fridrich. Ce terme désigne les deux premiers étages du puzzle, soit tout le puzzle sauf la dernière face. Signifie « First Two Layers ».

### Finger trick
Aussi appelé Finger Shortcut, désigne un enchaînement de mouvements qu'il est possible de faire sans Regrip (cf. plus bas) et donc très rapidement.

### LL
« Last Layer ». Le dernier étage à résoudre.

### LLL
Signifie « Look Last Layer ». Correspond au nombre d'algorithmes nécessaire pour finir le dernier étage (OLL et PLL de la méthode Fridrich). Le 4LLL signifie qu'il faut utiliser 4 algorithmes différents pour résoudre le dernier étage, utilisé en Fridrich débutant, et nécessite de connaître un total de 15 algorithmes. Le 2LLL est utilisé en Fridrich avancé et nécessite un total de 78 algorithmes. Le 1LLL fait suite au ZBLL et consiste à résoudre le dernier étage en un seul algorithme. Il faut connaître le nombre ahurissant de 3915 algorithmes. Il existe à l'heure actuelle une seule personne connue ayant réussi à tous les apprendre[réf. nécessaire].

### NR
De l'anglais « national record », il s'agit du meilleur temps de résolution nationale (par pays).

### OLL
Signifie « Orientation of Last Layer ». Troisième étape de la méthode Fridrich, consistant à orienter les pièces de la dernière face. Il existe 57 cas différents.

### PB
De l'anglais « personal best », il s'agit du meilleur temps de résolution d'un speedcuber.

### PLL
Dernière étape de la méthode de Fridrich consistant à permuter les pièces du dernier étage. Il existe 21 cas différents. Signifie « Permutation of Last Layer ».

### POP
Terme désignant le fait qu'un ou plusieurs éléments du puzzle se sont déboîtés. Se produit quand on cherche à aller trop vite, ou lorsque le cube est trop desserré ou lubrifié.

### Regrip
Opération consistant à prendre le puzzle de façon différente. En général, une des mains du compétiteur tient le puzzle et l'autre fait les mouvements. Un Regrip consiste à déplacer la main qui fait le puzzle.

### WR
De l'anglais « world record », il s'agit du meilleur temps de résolution mondiale. 

### ZBLL
Ensemble d'algorithmes permettant de terminer le cube une fois que la croix de la dernière couronne est orientée. Cet ensemble contient 493 algorithmes (incluant les 21 PLL). Signifie « Zborowski-Bruchem Last Layer ».

## Résolution
Afin de résoudre le Rubik's Cube le plus vite possible, les compétiteurs utilisent diverses méthodes. Ces méthodes sont plus complexes que des méthodes de résolution classiques et demandent une bonne expérience afin d'être maîtrisées.
Les méthodes les plus utilisées sont :
- CFOP (Méthode Fridrich) : Méthode la plus utilisée, créée par Jessica Fridrich en 1997, elle est composée de 4 parties : Cross, F2L, OLL, PLL. Une variante de cette méthode, avec moins d'algorithmes à mémoriser, mais moins efficiente, est utilisée pour les débutants.
- Roux : Méthode créée par le français Gilles Roux créée en 2003, elle s'exécute en 4 parties également, mais avec moins de mouvements en moyenne.
- ZZ : Cette méthode mise au point par Zbigniew Zborowski en 2006 est beaucoup utilisée dans les résolutions à une main, car les mouvements du cube à faire sont plus restreints. Cette méthode est en 3 parties : EOLine, ZZF2L et LL.
- Petrus : Cette méthode est l'une des premières, publiée en 1981 par Lars Petrus, elle requiert 7 étapes pour résoudre le cube.
- Il existe bien entendu de nombreuses autres méthodes, mais ces dernières étant moins efficaces et parfois plus complexes ne sont pas très utilisées par les speedcubers.

### La méthode de Jessica Fridrich
La méthode de Fridrich est beaucoup plus systématique. Elle permet donc de faire le cube avec un minimum d'étapes différentes, et ainsi de gagner en rapidité.
Cette méthode est souvent appelée CFOP (Cross, First 2 Layers, Orient Last Layer, Permute Last Layer) :
- Faire la croix : cette première étape consiste à placer les quatre arêtes d'une première face de manière à former une croix. Par convention, la première face est la plupart du temps la blanche. Cette phase est non seulement la plus intuitive de toute la résolution, mais est aussi très rapide ; les speedcubers les plus expérimentés peuvent faire cette croix en 2-3 secondes, et quel que soit le cas de figure, la croix peut être résolue en 8 mouvements ou moins (6 mouvements dans 80 % des cas) ;
- Finir les deux premiers étages : après résolution de la croix, l'objectif est de résoudre les deux premiers étages du cube. Il s'agit de placer 4 segments composés d'une arête et d'un coin aux emplacements prévus à cet effet, un par un. Cette étape peut être faite par intuition, puisque la dernière face n'est pas résolue et peut donc être utilisée comme un « plan de travail ». Chaque segment est souvent en premier lieu mis en place sur la dernière face, puis inséré à sa place. La plupart des speedcubers choisissent de n'apprendre que les algorithmes des cas de F2L les plus difficiles ou longs à résoudre intuitivement ;
- Orienter la dernière face : cette phase consiste à manipuler la dernière face de manière que les neuf étiquettes de cette face soient de la même couleur, peu importe la place de celles-ci au sein de cette face. Les algorithmes de l'OLL sont au nombre de 57 ;
- Placer les éléments de la dernière face : la dernière étape a pour but de permuter les pièces de la dernière phase tout en conservant leur orientation, de manière à résoudre complètement le cube. Le PLL représente 21 algorithmes.

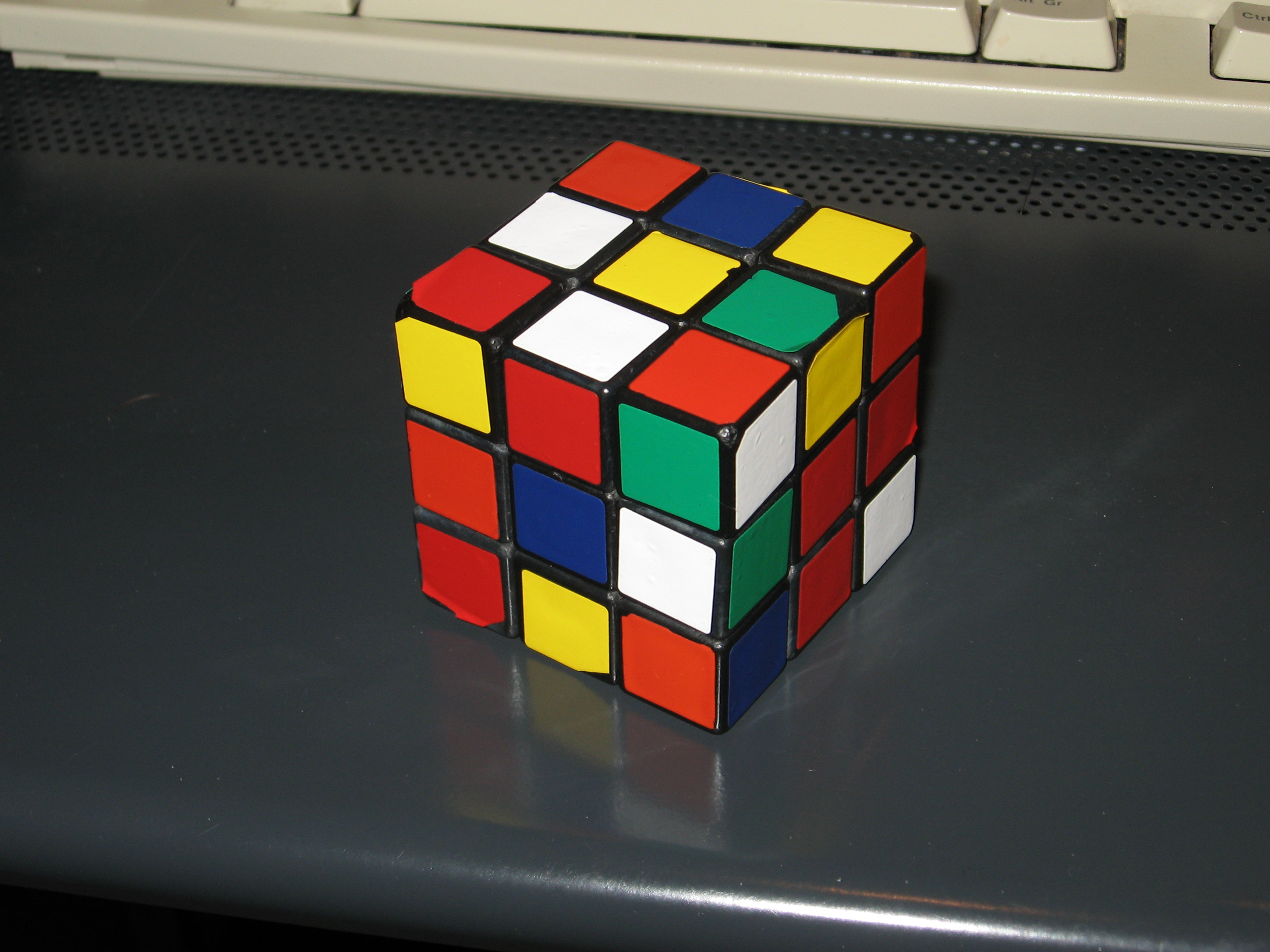
Cube dans un état mélangé.
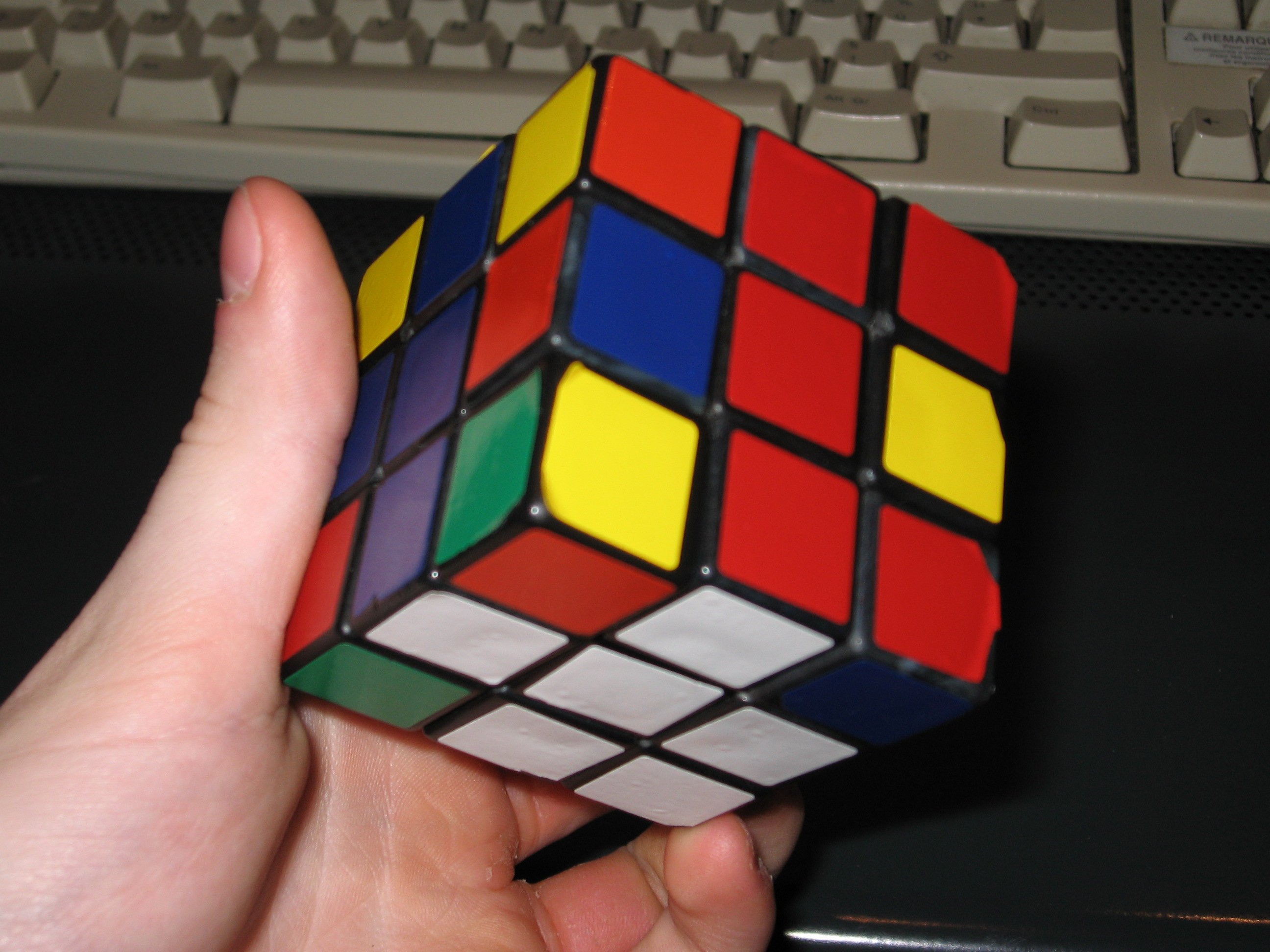
Cube après réalisation de la croix (blanche ici).
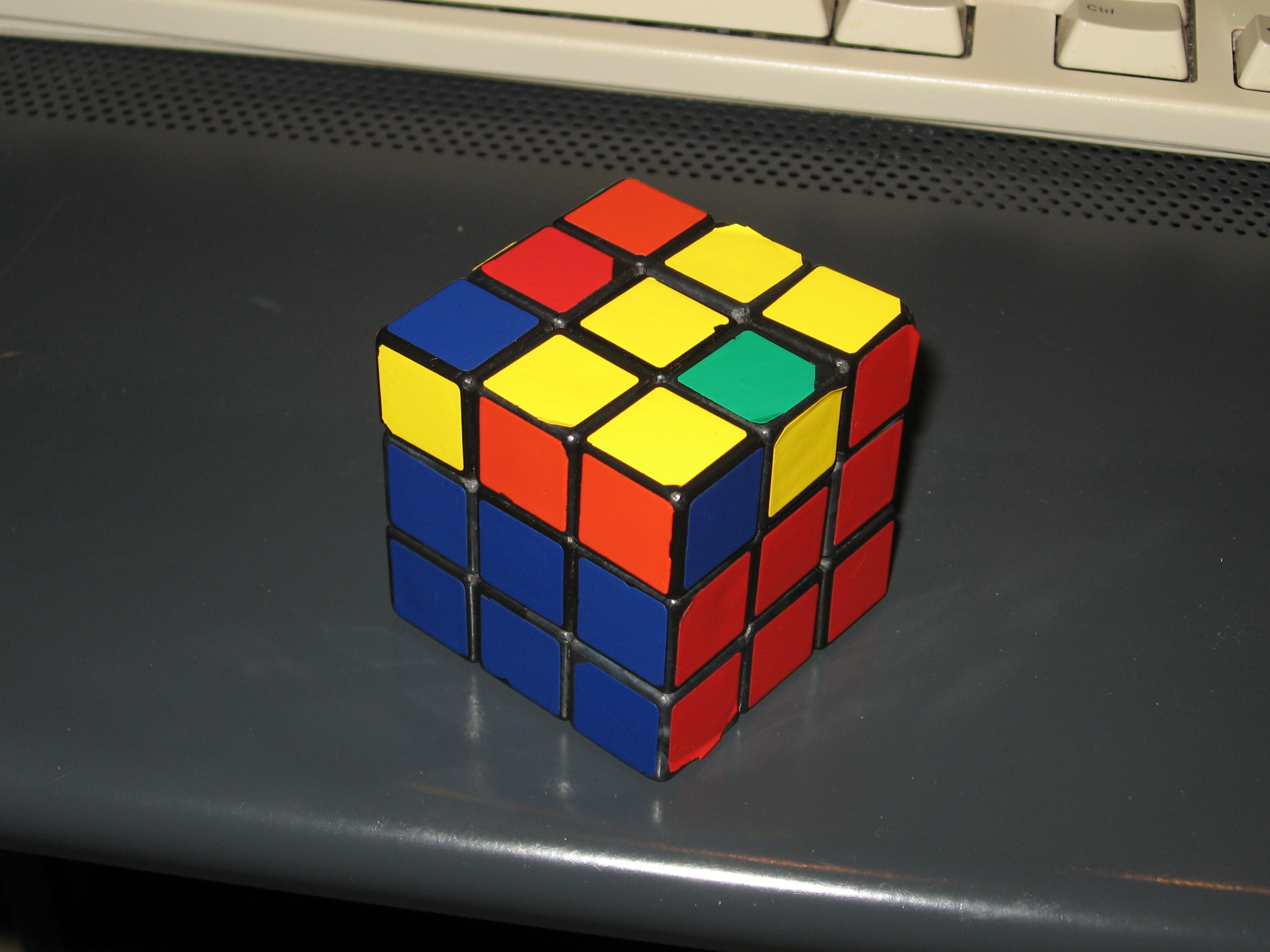
Après réalisation des deux premiers étages.
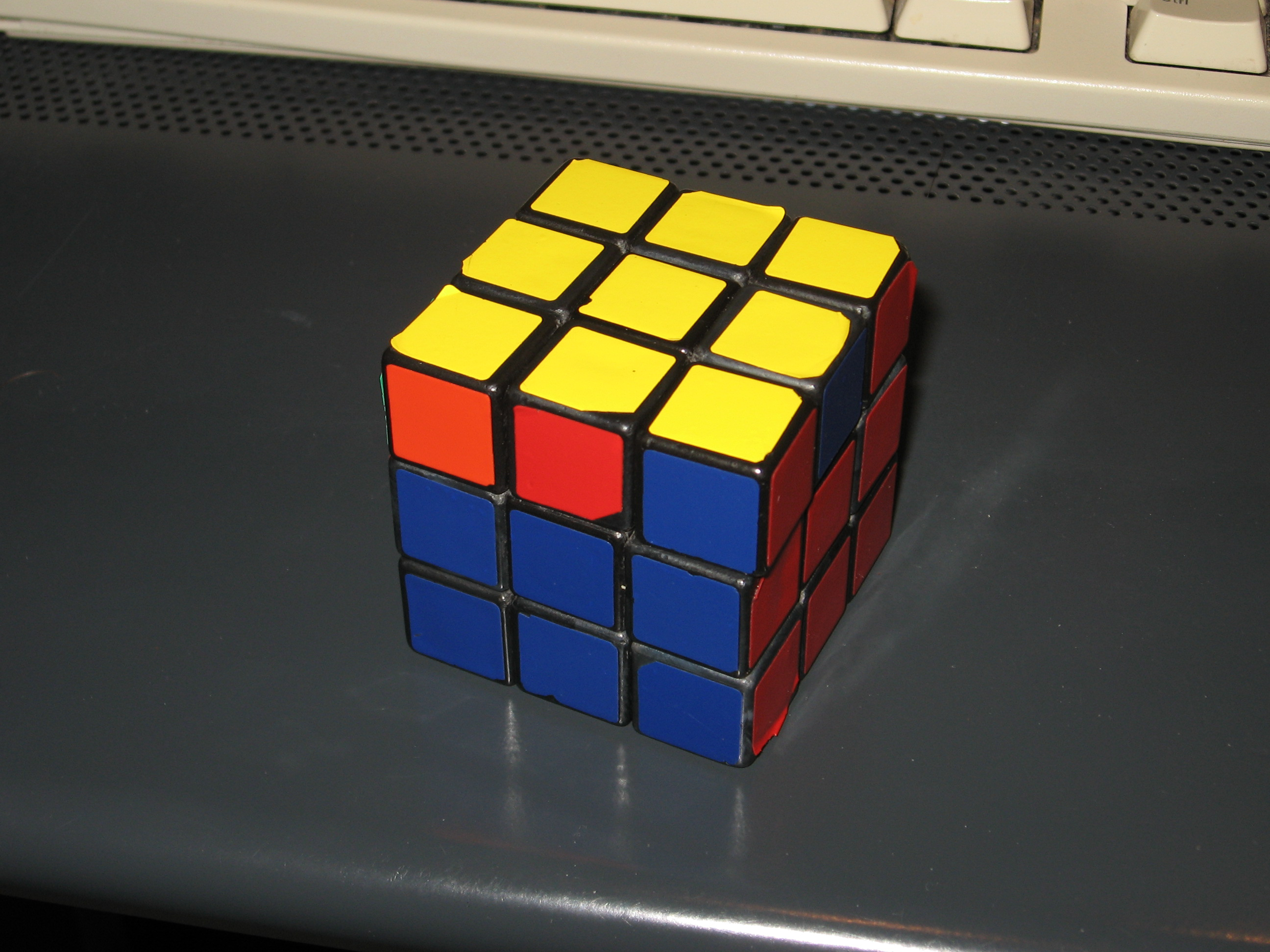
Après orientation de la dernière face.
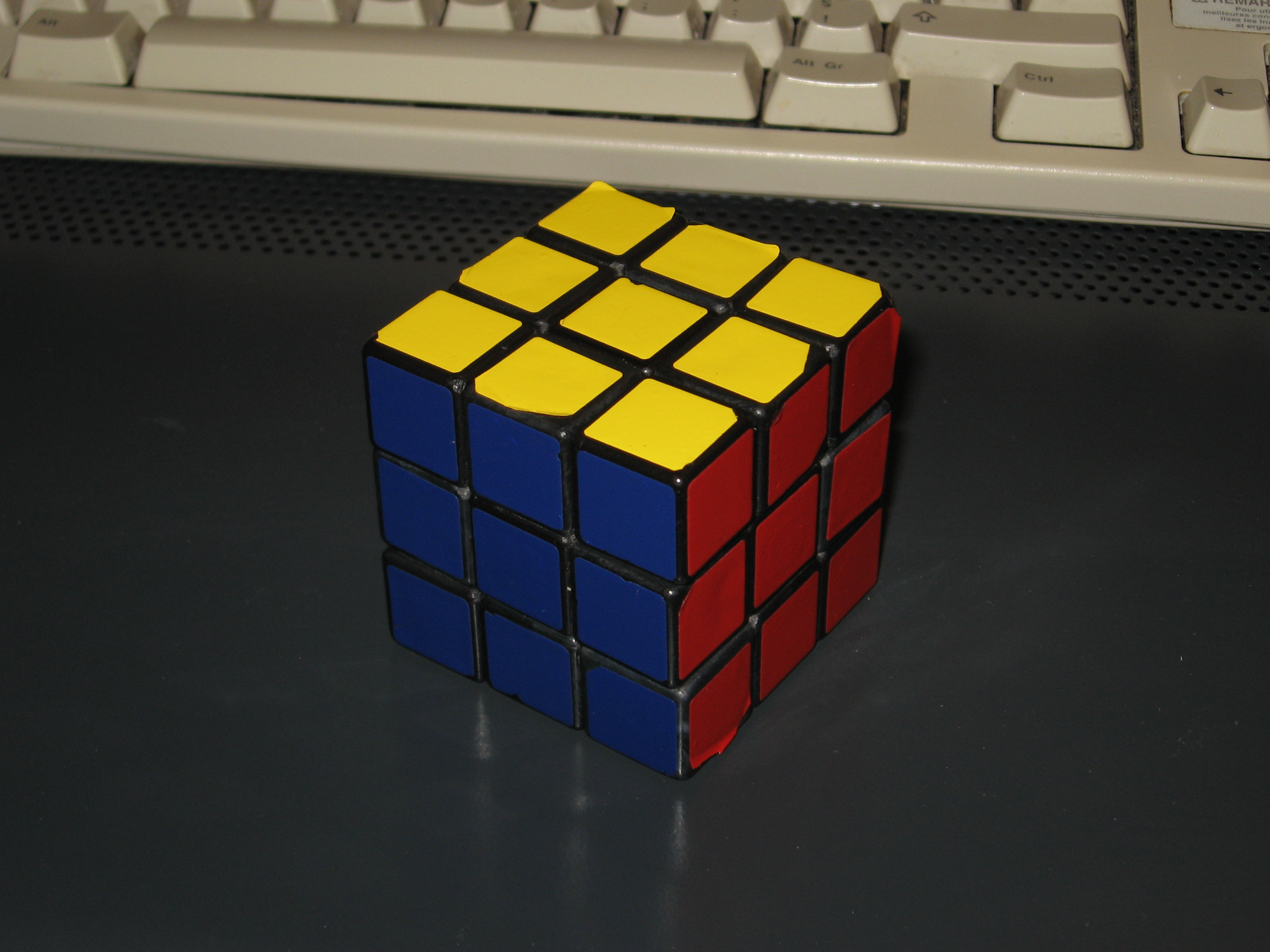
Cube résolu.

### La méthode de Lars Petrus
Cette méthode est basée sur une approche différente du cube. Elle permet de ne pas défaire ce qu'on a déjà fait, et donc de réduire le nombre de mouvements. Cette méthode est beaucoup moins utilisée en speedcubing.
- construction d'un cube 2x2x2 : contrairement à l'approche classique du Rubik's Cube, qui consiste à d'abord faire une première face, la méthode de Petrus commence par faire un mini-cube 2x2x2 composé de 3 centres, d'un coin et de 3 arêtes sur le Rubik's Cube. Ainsi, la résolution des étapes suivantes consiste à tourner les 3 faces qui ne contiennent pas ce cube 2x2x2.

Cette étape étant plutôt intuitive, le compétiteur va la résoudre mentalement pendant les 15 secondes d'inspection du cube :
- extension vers un cube 3x2x2 : cette étape est proche de la précédente. Elle consiste à continuer le cube 2x2x2 en cube 3x2x2. Une difficulté supplémentaire est imposée par les rotations possibles du cube. Elle est aussi intuitive ;
- orientation des arêtes : cette étape va permettre de bien orienter les arêtes de la dernière face. En s'y prenant à cette étape de la résolution, il s'agit d'éviter de « déconstruire »  une partie importante du cube ;
- finition du cube 3x3x2 : ici, les difficultés sont multiples. Il va falloir terminer le cube 3x3x2, sans défaire le cube 3x2x2, et sans désorienter les arêtes. Cette étape se décompose en deux sous-étapes :
  - la première partie consiste à refaire le cube 3x3x2 moins un coin et une arête. Il est uniquement possible de tourner deux faces : les deux faces qui ne sont pas encore terminées,
  - la seconde partie consiste à finir le cube 3x3x2. C'est ici que commence la résolution « automatique », c’est-à-dire que les cas peuvent être reconnus et les résolutions appliquées. Ici, il s'agit de replacer l'arête et le coin qui finissent le cube 3x3x2, en ne tournant que deux faces : la face du haut et une des faces de destination des pièces, mais pas les deux, sans quoi le travail réalisé à l'étape précédente s'annule ;
- placement et orientation des coins : ici, de même que précédemment, les cas et les résolutions sont reconnaissables. La principale difficulté est de reconnaître le cas, et d'apprendre toutes les combinaisons possibles ;
- la fin du cube ! : enfin, il s'agit de terminer le cube. Seuls trois cas sont possibles, il s'agit donc de les apprendre par cœur ici aussi.

Afin de faciliter la compréhension du texte ci-dessus, voici les étapes de la résolution en image :

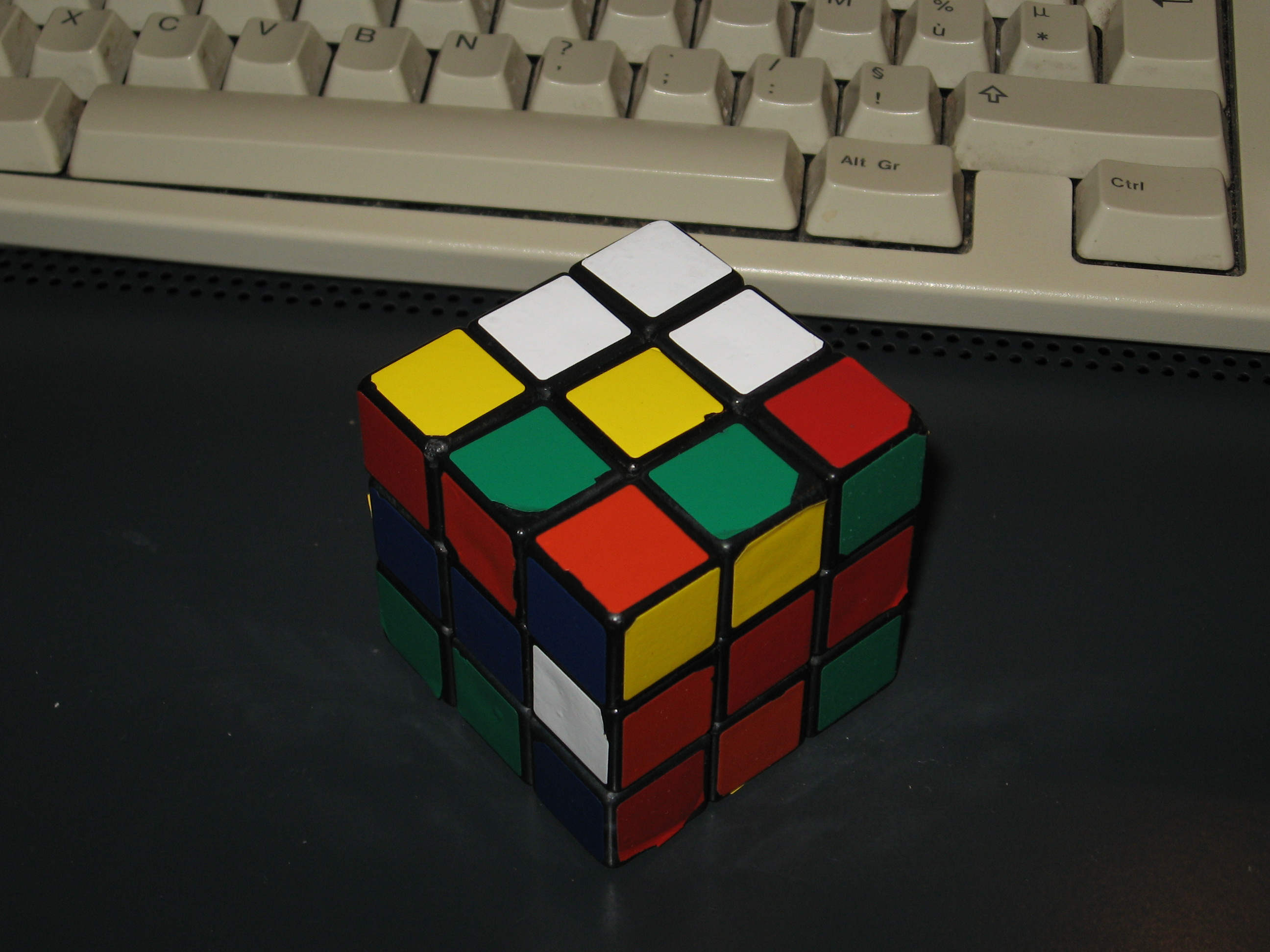
Cube dans un état mélangé.
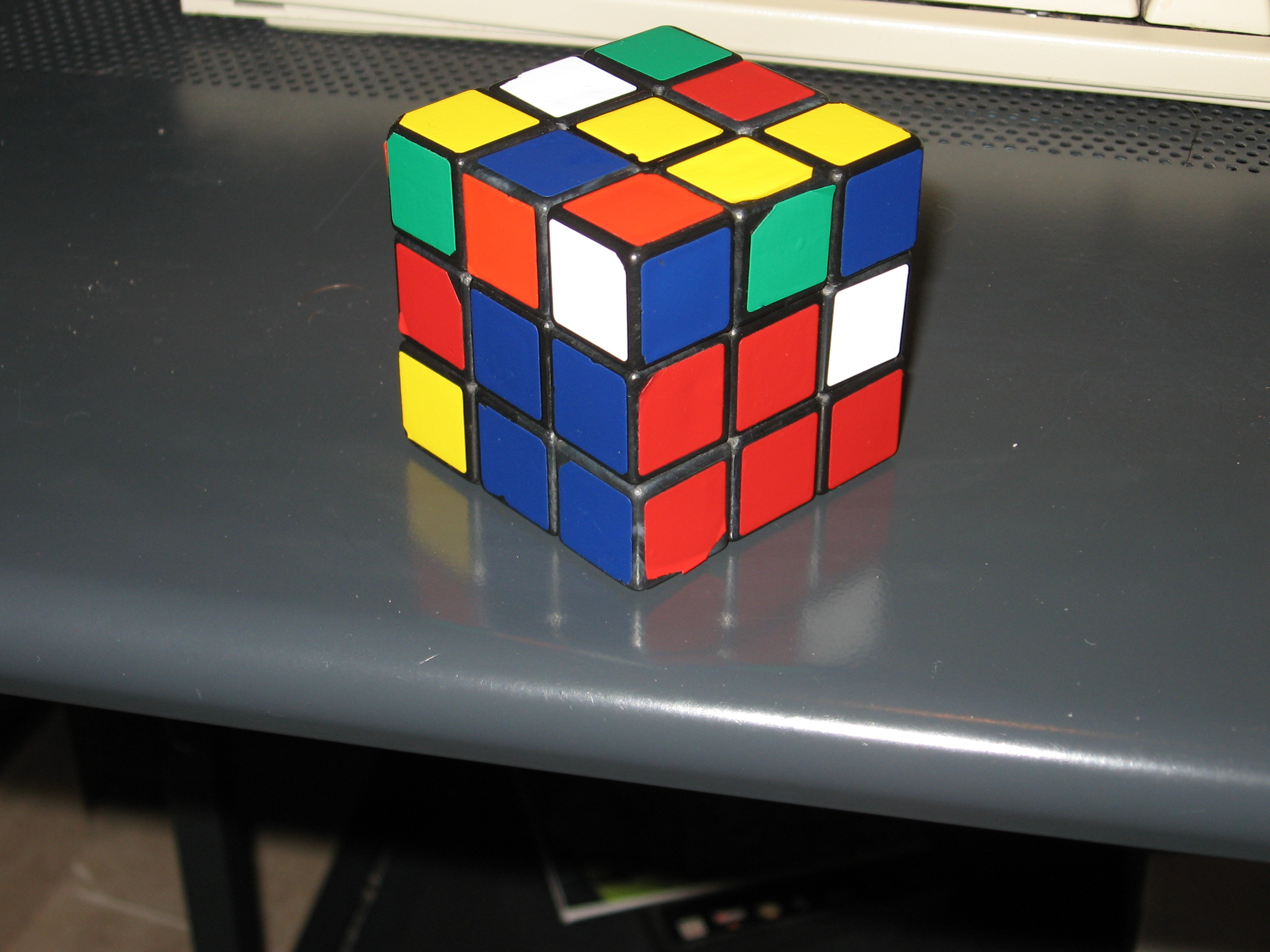
Cube après la réalisation du cube 2x2x2.
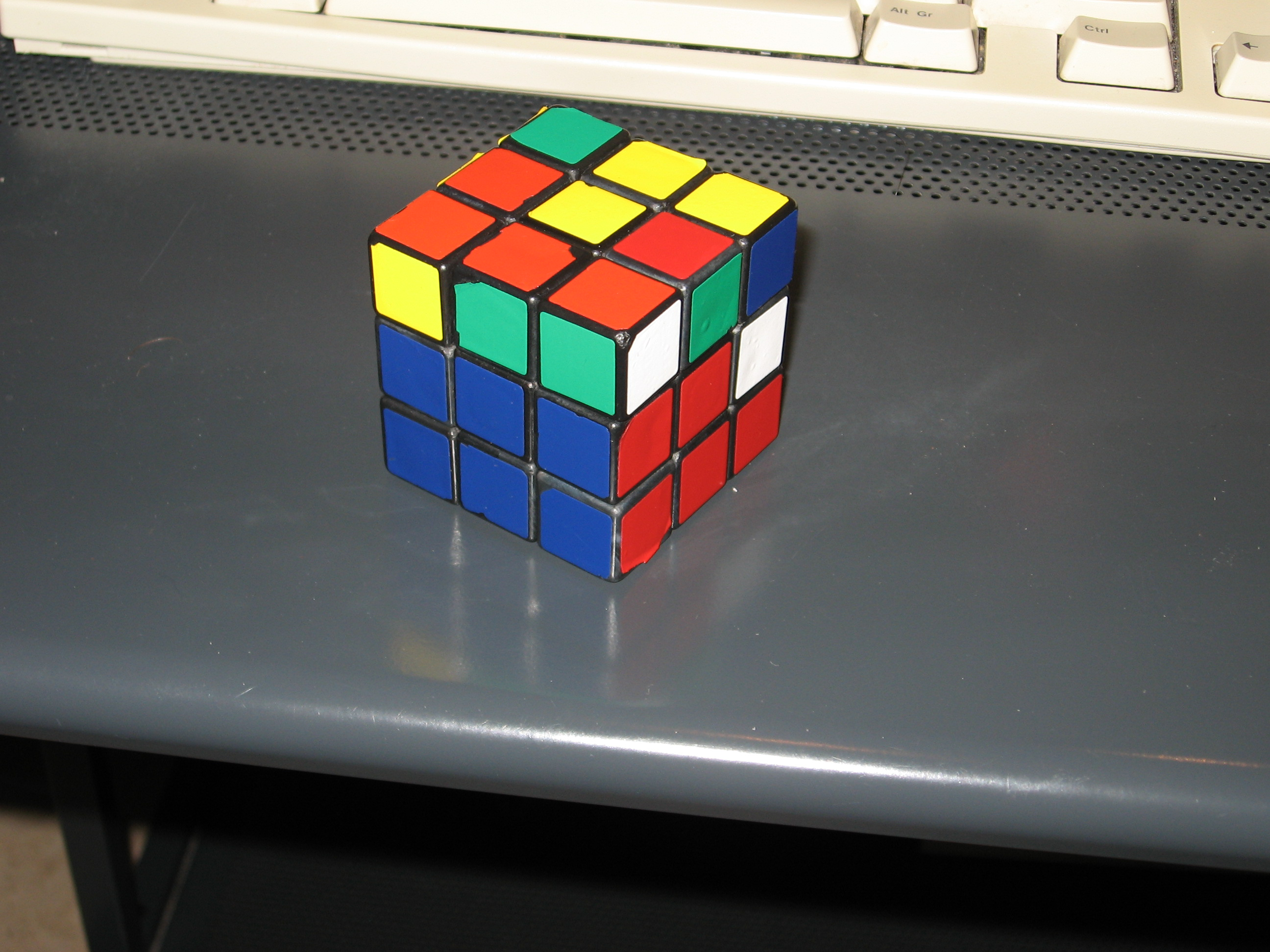
Après la réalisation du cube 3x2x2.
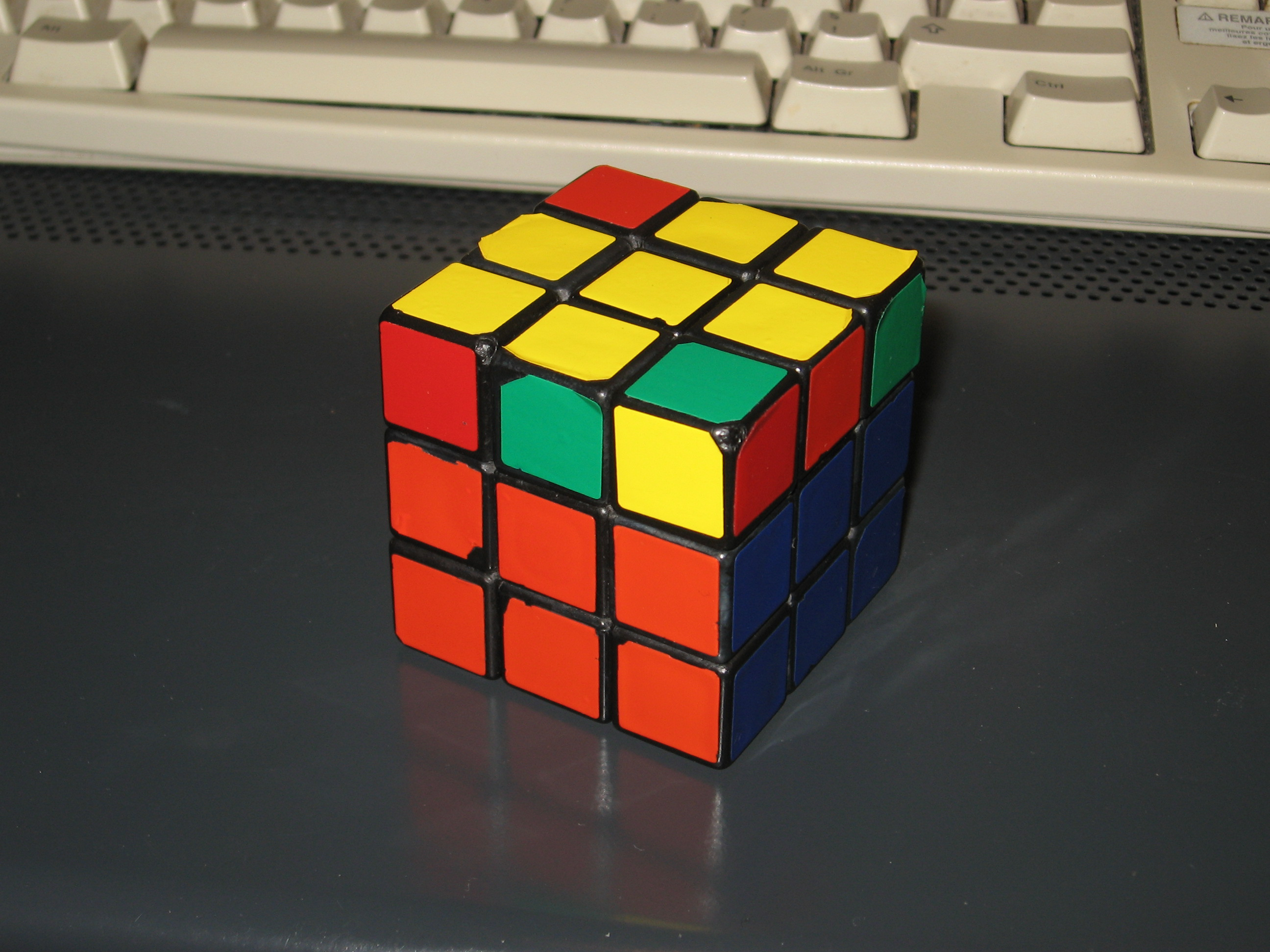
Après la réalisation du cube 3x3x2.
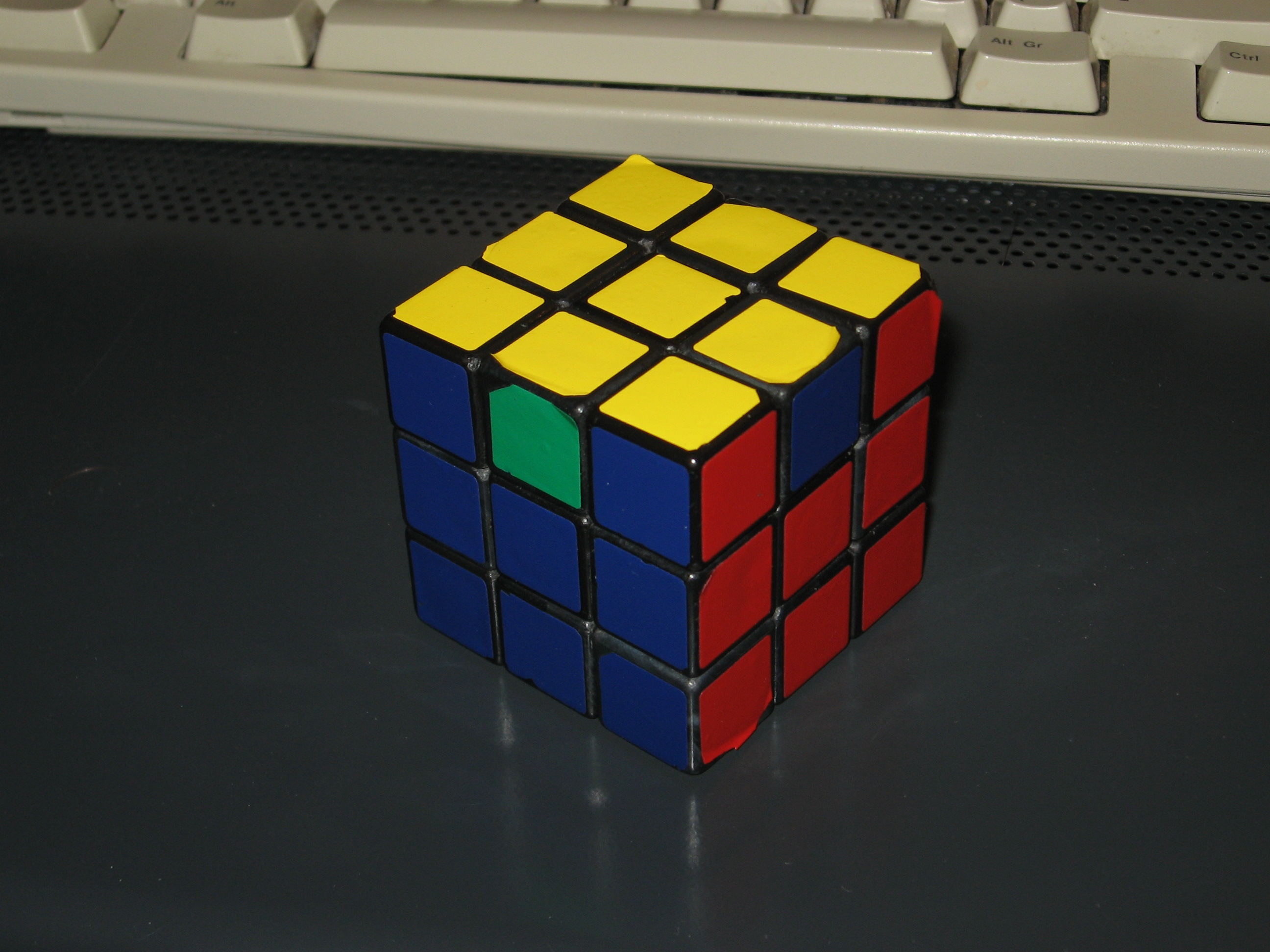
Cube après placement et orientation des coins.
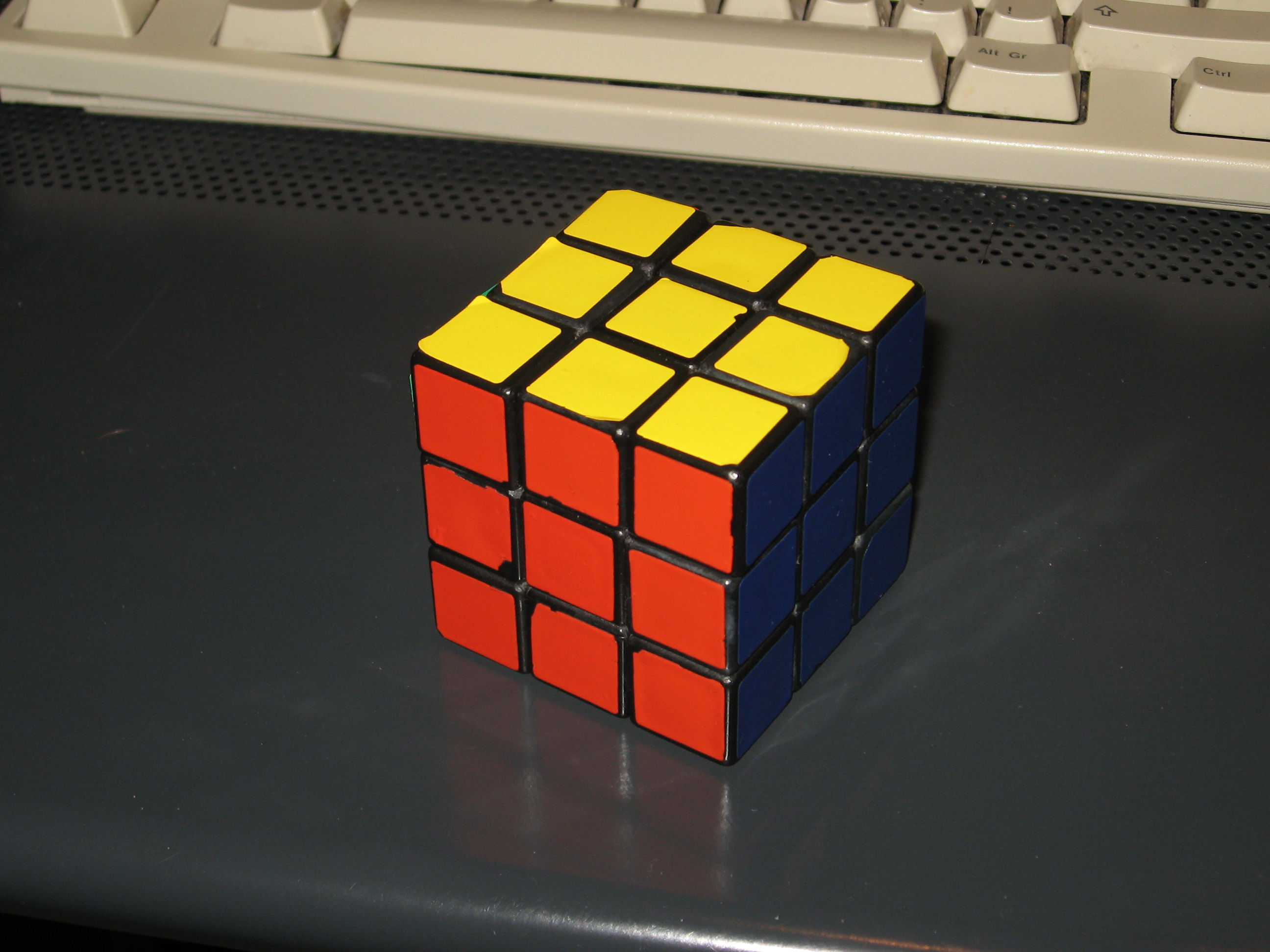
Cube résolu.

## Les points importants en Speedcubing
Pour augmenter sa vitesse, il ne suffit pas d'avoir une méthode efficace. En effet, d'autres éléments sont importants.

### La préparation du cube
Afin de résoudre le cube extrêmement vite, il est nécessaire que celui-ci soit de bonne qualité et bien préparé[pertinence contestée].

#### La mécanique
Le Rubik's Cube n'est pas bâti de la même façon selon son édition. Cette liste présente les différents points importants qui constituent un bon cube :
- Les centres sur ressort : les pièces centrales des bons Rubik's Cubes sont montées sur ressort. En effet, comme ce sont ces pièces qui tiennent toutes les autres, le montage sur ressort permet au cube de gagner en souplesse. Le cube accroche beaucoup moins si les faces ne sont pas exactement alignées, et les fingers tricks sont plus faciles à faire ;
- La tension des ressorts réglable : la majorité des cubes possède une vis cachée  sous chacune de ses pièces centrales, qu'il est possible d'atteindre en retirant ces pièces. Cette vis permet de régler la tension du Rubik's Cube. Moins elle sera vissée, plus le Rubik's Cube va tourner facilement mais il va aussi faire plus de pops ;
- Le corner cutting : la capacité d'une face à tourner quand une autre n'est pas alignée. Il réduit les blocages lorsque le cube est tourné rapidement. Il dépend de la tension, de l'élasticité des centres et de la forme des pièces[2] ;
- Les aimants : les cubes récents possèdent des aimants réglables pour aligner correctement les faces à chaque rotation et ainsi rendre le cube plus stable. Ces aimants se situent majoritairement entre les arêtes et les coins, ils peuvent aussi remplacer les ressorts dans les centres, cette technologie s'appelle MagLev.[5] ;
- Les centres archés : désigne la forme interne des pièces centrales. Si celles-ci sont archées (arrondies), cela permet une meilleure rotation des faces à tension des ressorts égales. On peut donc tendre ces ressorts de façon plus importante et diminuer les risques de pop. Cependant, tous les cubes modernes possèdent ce type de centre.

#### La lubrification
Afin d'avoir un cube qui tourne bien, certains speedcubers le lubrifient. Il est nécessaire d'utiliser un lubrifiant qui n'attaque pas les plastiques, ni les étiquettes ou la colle qui les maintiennent. En général, c'est du lubrifiant à base de silicone qui est choisi. On trouve des lubrifiants silicone dans toutes les grandes surfaces aux rayons automobiles. Il est aussi possible d'acheter sur internet des lubrifiants spécialement faits pour cette utilisation.
D'autres joueurs préfèrent user leur cube afin de le rôder, ou même le poncer. Ainsi, le cube tourne un peu moins bien que s'il est lubrifié, mais il est plus contrôlable. Ce type de méthode nécessite d'avoir un cube réglable au niveau mécanique, afin de compenser le jeu pris lors de l'usure.

#### Les étiquettes
[pertinence contestée]
Les étiquettes du cube posent un problème pour les Speedcubers. En effet, elles sont soumises à rude épreuve et finissent par se dégrader ou se décoller très rapidement.
Heureusement, des solutions existent pour que les étiquettes ne se dégradent plus. La principale est l'utilisation d'étiquettes en PVC. D'autre joueurs préfèrent coller des étiquettes en plastique dur sur leur cube (comme des morceaux d'intercalaires).
De plus, les étiquettes sont le point de contact principal entre le doigt du Speedcuber et le cube. Elles sont donc très importantes. Ainsi, des étiquettes striées existent pour permettre d'avoir une meilleure prise en main du cube.
Il existe maintenant des cubes dit "stickerless" où il n'y a pas d'étiquettes, le plastique du cube est directement de la bonne couleur.

### Le choix des séquences
[pertinence contestée]
Le choix des séquences, ou algorithmes, est très important en speedcubing. En effet, il existe souvent plusieurs moyens de faire la même chose sur le Rubik's Cube.
Ici l'objectif n'est pas de trouver le moyen de faire le moins de mouvements, mais celui menant à la résolution la plus vite possible. Ce n'est parfois pas la solution la plus courte qui est la plus rapide.
Il convient donc au Speedcuber de choisir les séquences qui lui conviennent, en fonction des Fingers Tricks qu'il fait le plus rapidement, et du nombre de Regrips que cet algorithme lui demande. Certaines personnes préfèreront utiliser leur main droite pour faire les mouvements, d'autres la gauche.
De plus, certains Speedcuber d'un niveau avancé ont la possibilité d'utiliser plus d'un algorithme pour déplacer les mêmes pièces. Le choix d'un algorithme plutôt qu'un autre peut dépendre de la position des pièces sur le cube, ou de la technique de résolution. Les adeptes de Rubik's cube à une main ont donc plutôt tendance de favoriser une méthode nécessitant moins de mouvements, car la vitesse qu'ils atteignent est inférieure à celle obtenue en utilisant les deux mains.

### L'entraînement
Afin d'augmenter sa vitesse, le Speedcuber s'entraîne sur différents points. En effet, il ne suffit pas d'apprendre une méthode complexe et il s'agit de développer d'autres compétences.
Le Speedcuber doit s'entraîner entre autres sur :
- La rapidité avec laquelle il manie le cube, c’est-à-dire sa capacité physique à tourner les faces très rapidement. C'est un point très important, car il est très difficile humainement de résoudre le Rubik's Cube en moins de 50 mouvements, donc, à raison d'un mouvement par seconde, il serait impossible de descendre en dessous de 50 secondes. Les meilleurs Speedcubers résolvent le cube en moins de 10 secondes, ils font donc environ 5 mouvements par seconde en moyenne, et sont souvent plus rapides, car du temps est aussi nécessaire pour l'observation du cube et la réflexion. Cet entraînement regroupe, entre autres, les finger tricks ;

- La vision en trois dimensions. Il est important pour aller vite que le Speedcuber comprenne ce qui se passe sur le cube, et pour cela, il doit avoir une bonne vision dans l'espace. Cette capacité est très importante car elle évite au joueur de rechercher les pièces sur le cube trop longtemps. Pour augmenter cette capacité, le Speedcuber peut s'intéresser à d'autre disciplines proches comme le blindfold-cubing (résoudre le cube à l'aveugle) ou le FMC (résoudre le cube en un minimum de mouvements) ;

- La reconnaissance des cas. Le Speedcuber doit réduire au maximum les latences entre les étapes de la résolution. Il doit être capable de déterminer très vite dans quel cas il se trouve. Certains Speedcubers font en sorte de déterminer dans quel cas ils vont se retrouver avant d'avoir fini l'étape précédente, ce qui nécessite de tourner les faces un peu moins vite sur la fin de l'étape précédente, mais permet de ne pas avoir de temps mort entre les étapes ;

- La gestion du stress du chronomètre. Pendant la résolution, le Speedcuber fait marcher sa mémoire, sa vision dans l'espace et gère ses doigts. Le stress du chronomètre est un effet négatif qui se produit quand on essaye d'aller trop vite. On se concentre, par exemple, sur le fait d'aller plus vite sur l'étape en cours, en négligeant la suite. La réelle difficulté ici est de tout faire en même temps, quitte à faire chaque chose moins bien, et à l'accepter.

## Compétitions
Conformément au règlement de la World Cube Association, les compétiteurs doivent résoudre un cube mélangé suivant la même séquence (chaque compétiteur a donc la même position de départ). Le chronomètre officiel utilisé en compétition est le Stackmat timer. Ce chrono possède deux surfaces sensibles au toucher sur lesquelles la personne pose ses mains. Lorsqu'au moins une des deux mains est soulevée, le chronomètre se déclenche. Le temps est arrêté quand les deux mains reviennent en place après la résolution. Un juge est présent, il s'assure du bon suivi des règles par les compétiteurs et prend note du temps.

### Les différentes catégories
| Catégorie                                                                                 | Type de cube                                                                                   |
| ----------------------------------------------------------------------------------------- | ---------------------------------------------------------------------------------------------- |
| Résolution rapide                                                                         | 2×2×2, 3×3×3, 4×4×4, 5×5×5, 6x6x6, 7x7x7, Megaminx, Pyraminx, Rubik's Clock, Square One, Skewb |
| Résolution à une main                                                                     | 3×3×3                                                                                          |
| Résolution à l'aveugle (temps compté pour mémoriser le cube puis le résoudre à l'aveugle) | 3×3×3, Plusieurs 3×3×3 à la suite, 4×4×4, 5×5×5                                                |
| Résolution optimisée (optimisation du nombre de mouvements nécessaire à la résolution)    | 3×3×3                                                                                          |

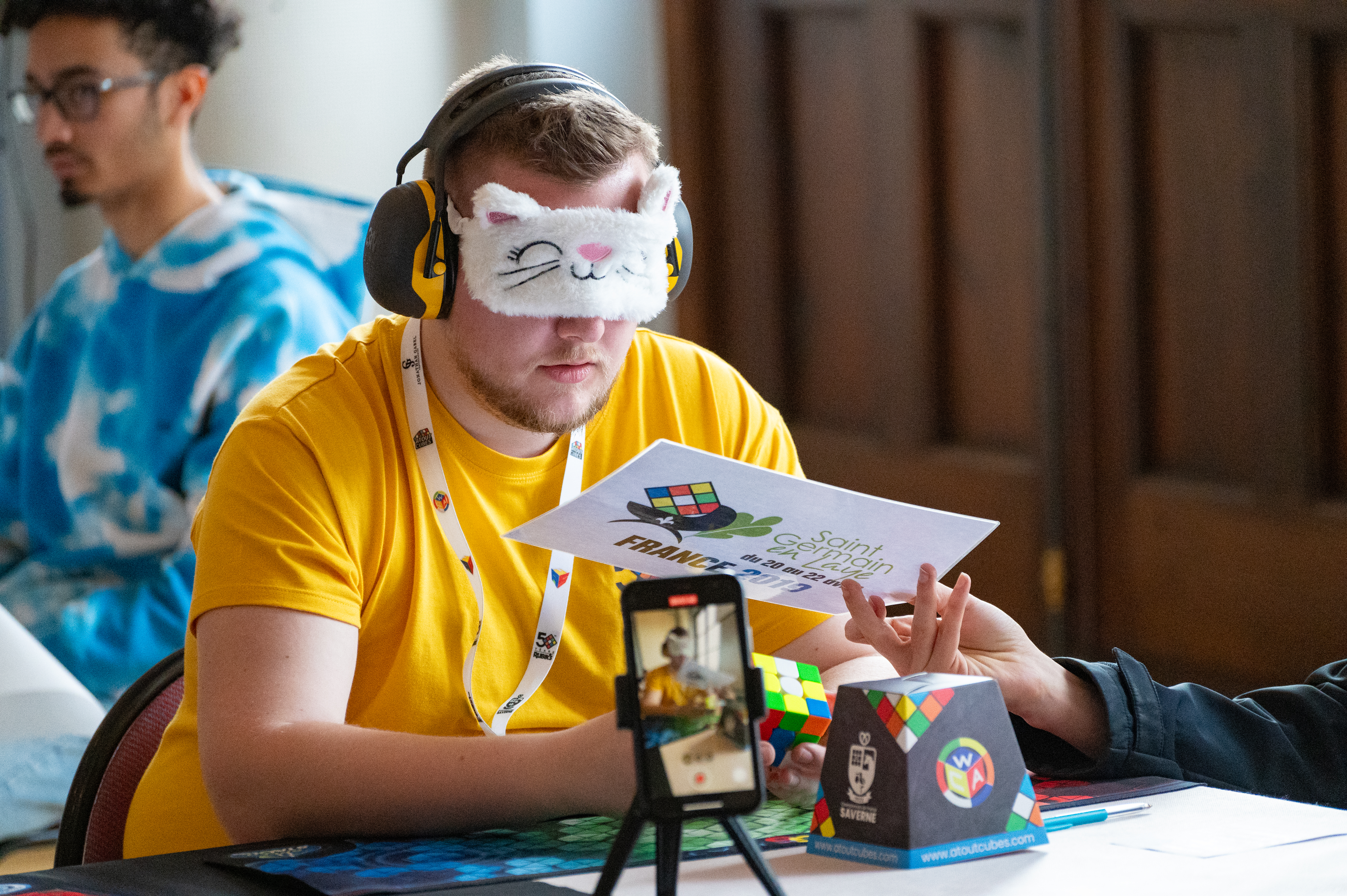
Un compétiteur dans la catégorie Résolution à l'aveugle, au Championnat de France de Speedcubing de Saverne.

D'autres puzzles étaient autrefois des événements officiels de la WCA :
- Rubik's Magic
- Rubik's Master Magic
- Résolution avec les pieds, discipline retirée le 1er janvier 2020[6].

### Championnats du monde
Après le championnat du monde de 1982, les championnats reprennent en 2003 et se succèdent tous les 2 ans. Budapest (Hongrie) est la seule ville qui accueille le championnat 2 fois. L'Europe reçoit 4 éditions (Budapest en 1982 et 2007, Düsseldorf en 2009 et Paris en 2017), l'Amérique du Nord reçoit 3 éditions (Toronto en 2003, Lake Buena Vista en 2005 et Las Vegas en 2013), l'Asie et l'Amérique du Sud une seule édition chacune (respectivement Bangkok en 2011 et São Paulo en 2015).
| Championnat n° | Année | Ville hôte       | Date de début   | Durée   | Nations participantes | Nombre de participants | Nombre de catégories | Vainqueur         | Moyenne gagnante pour l'épreuve du 3x3x3 | Ref    |
| -------------- | ----- | ---------------- | --------------- | ------- | --------------------- | ---------------------- | -------------------- | ----------------- | ---------------------------------------- | ------ |
| I              | 1982  | Budapest         | 5 juin 1982     | 1 jour  | 19                    | 19                     | 1                    | Minh Thai         | 22,95                                    | [ 7 ]  |
| II             | 2003  | Toronto          | 23 août 2003    | 2 jours | 15                    | 88                     | 13                   | Dan Knights       | 20,00                                    | [ 8 ]  |
| III            | 2005  | Lake Buena Vista | 5 novembre 2005 | 2 jours | 16                    | 149                    | 15                   | Jean Pons         | 15,10                                    | [ 9 ]  |
| IV             | 2007  | Budapest         | 5 octobre 2007  | 3 jours | 28                    | 214                    | 17                   | Yu Nakajima       | 12,46                                    | [ 10 ] |
| V              | 2009  | Düsseldorf       | 9 octobre 2009  | 3 jours | 32                    | 327                    | 19                   | Breandan Vallance | 10,74                                    | [ 11 ] |
| VI             | 2011  | Bangkok          | 14 octobre 2011 | 3 jours | 35                    | 292                    | 19                   | Michał Pleskowicz | 8,65                                     | [ 12 ] |
| VII            | 2013  | Las Vegas        | 26 juillet 2013 | 3 jours | 35                    | 580                    | 17                   | Feliks Zemdegs    | 8,18                                     | [ 13 ] |
| VIII           | 2015  | São Paulo        | 17 juillet 2015 | 3 jours | 37                    | 428                    | 18                   | Feliks Zemdegs    | 7,56                                     | [ 14 ] |
| IX             | 2017  | Paris            | 13 juillet 2017 | 4 jours | 64                    | 938                    | 18                   | Max Park          | 6,85                                     | [ 15 ] |
| X              | 2019  | Melbourne        | 11 juillet 2019 | 4 jours | 52                    | 833                    | 18                   | Philipp Weyer     | 6,74                                     | [ 16 ] |
| XI             | 2023  | Séoul            | 12 août 2023    | 4 jours |                       | 1187                   | 17                   | Max Park          | 5,31                                     | [ 17 ] |
| XII            | 2025  | Seattle          | 3 juillet 2025  | 4 jours | 68                    | 1864                   | 17                   | Yiheng Wang       | 4,23                                     | [ 18 ] |

#### Championnats du Monde 2021
Les Championnats du Monde de 2021 auraient dû avoir lieu à Almere, aux Pays-Bas en Juillet 2021, mais ont été reportés en décembre puis ont finalement été annulés à cause de la pandémie de COVID-19.

## Liste de compétiteurs notables

### Europe

#### France
- Jean Pons : Champion du monde de 2005, il a marqué un record du monde de meilleur temps du 3x3x3 (11,75) la même année. Il aura également plusieurs records européens et nationaux.
- Edouard Chambon : Second au Championnat du monde de 2005, il aura eu le record du monde de 3x3x3 plusieurs fois, la première en 2007 avec un meilleur temps de 10,36, la seconde en 2008 avec un meilleur temps de 9,18, accompagné par une moyenne record de 11.48. Ce dernier record du monde a été précédé de nombreux records européens depuis 2005.
- Kanneti Sae Han : Record du monde de Fewest Moves en 2011[20], 2 records d'Europe du 3x3x3 à une main, en 2010 et 2011. Durant ses 5 années de carrière en tant que speedcubeur, il a battu 76 records nationaux. Dont 8 records au 3x3x3 classique, et 11 records au 3x3x3 à une main.
- Jules Desjardin : Speedcubeur français le plus titré en championnats internationaux, il y totalise deux titres mondiaux (2011, 2015) trois européens (2012, 2014,2016 et une seconde place en 2018) tous obtenus en Pyraminx. Il a également battu trois records continentaux dans cette catégorie. Il gagne deux titres français en 3x3 en 2014 et 2018 et bat le record national en 2019 en établissant un temps de 5,01 secondes mais le perdra la même année.
- Alexandre Carlier : Détenteur de plusieurs records nationaux et en ayant battu 50 en 3x3x3 (13), 2x2x2 (4), 4x4x4 (21) et 5x5x4 (12). Cinq fois champions de France en 3x3x3 (2013, 2015, 2016, 2017, 2019), il accède également à la finale des championnats du monde en 2017 et y finit 6e. Il gagne un titre européen en 5x5x5 en 2016.
- Juliette Sébastien : Meilleur temps de France au 3x3x3 (4,44 secondes, Sens Open 2019), record d'Europe de 2019 à 2021, record du monde pour les joueuses féminines, record de France au 3x3x3 à une main (moyenne élaguée de 10,17 secondes, Franconia X 2019).

#### Suède
- David Wesley : Troisième au Championnat du monde de 2003, il a eu le premier record du monde de 5x5x5, et aura marqué les premiers records d'Europe en 4x4x4 et 3x3x3 à une main.

### Amériques

#### États-Unis d'Amérique
- Dan Knights : Champion du monde en 2003, il a réalisé le tout premier record du monde de moyenne (20,00). Il participe à d'autres compétitions jusqu'en 2009.
- Jessica Fridrich : Dixième au Championnat du monde de 1982 et seconde en 2003, elle a créé la méthode CFOP (aussi nommée méthode Fridrich), méthode utilisée dans tous les records du monde depuis 2003.
- Andrew Kang : Deuxième au Championnat du monde de 2007, il décrochera 3 fois le record d'Amérique du Nord de moyenne (13,44 13,05 et 11,89) entre 2007 et 2008.
- Lucas Etter : Premier humain a résoudre un Rubik’s Cube en moins de 5 secondes officiellement. Il établit ce record en 2015 avec un temps de 4,90 secondes peu de temps après que l’Américain Keaton Ellis ait établi un record de 5,09 secondes durant la même compétition. Il bat aussi 5 records d’Amérique du Nord en 3x3x3 et également trois records mondiaux et un continental en 2x2x2. Il est champion américain en 2016 et finit 3e au championnat du monde de 2017 derrière Max Park et Seung Hyuk Nahm, mais devant le double tenant du titre Feliks Zemdegs.
- Max Park : Champion du monde de 2023 en 3x3x3 et 3x3x3 à une main et champion du monde en 4x4x4, 5x5x5, 6x6x6, 7x7x7 et 3x3 à une main en 2019. Il a établi 41 records du monde dans six disciplines : 3x3x3, 4x4x4, 5x5x5, 6x6x6, 7x7x7 et 3x3x3 à une main. Il a permis une grande évolution de l’élite mondial dans ces catégories, notamment dans les « gros » cubes. [réf. souhaitée]

### Asie

#### Japon
- Yu Nakajima : Champion du monde de 2007, il marquera un record du monde de meilleur temps (8,72) et 2 de moyenne (11,33 ; 11,28) en 2008. Il obtiendra aussi des records d'Asie en 2x2x2, 4x4x4, 5x5x5, 6x6x6 et 7x7x7.
- Shotaro Makisumi : Troisième au Championnat du monde de 2005, il aura eu 4 records du monde de meilleur temps (15,07, 14.76, 13,93 et 12,11) et 3 de moyenne (16,53 ; 15,38 ; 14,52) entre 2003 et 2004 pour le 3x3. Il marquera également plusieurs records d'Asie entre 2006 et 2007.

Chine
- Yusheng Du : Il est le second meilleur speedcuber à avoir résolu le 3x3x3 le plus rapidement possible au Wuhu Open après Max Park le 24 novembre 2018 en 3,47 secondes.
- Yiheng Wang : Jeune prodige de Rubik's cube, il détient le record du monde de moyenne (4,69) depuis mars 2023, à l'âge de 9 ans et 3 mois. Puis, en l'espace d'un an et demi, il battra 4 fois son propre record, abaissant celui-ci à 4,09 secondes le 21 septembre 2024 (Performance égalée le 1er novembre de la même année). Il est actuellement considéré par la communauté du cube comme le meilleur Speedcuber, malgré son jeune âge.

Corée du Sud
- SeungBeom Cho: Il établit en 2017 le record du monde en 3x3x3 en le résolvant en 4,59 secondes.

### Océanie
- Feliks Zemdegs: Champion du monde de 2013 et 2015. Il a établi plus de 100 records du monde dans huit disciplines.

## Histoire récente des records du monde de 3x3
| Temps            | Compétiteur | Nationalité | Lieu                            | Date            |
| ---------------- | ----------- | ----------- | ------------------------------- | --------------- |
| 3 s 05           | Xuanyi Geng | Chine       | "Shenyang Spring 2025", Chine   | 13 avril 2025   |
| 3 s 08           | Yiheng Wang | Chine       | "XMUM Cube Open 2025", Malaisie | 16 février 2025 |
| 3 s 13           | Max Park    | États-Unis  | "Long beach 2023", États-Unis   | 12 juin 2023    |
| Voir la suite ou |             |             |                                 |                 |

## Synthèse des actuels records du monde officiels
| Record                                                      | Date          | Détenteur du record        | Pays        | Meilleur temps                       |                                   | Meilleure moyenne                 | Pays                              | Détenteur du record               | Date |
| ----------------------------------------------------------- | ------------- | -------------------------- | ----------- | ------------------------------------ | --------------------------------- | --------------------------------- | --------------------------------- | --------------------------------- | ---- |
| 3x3x3 (Rubik's Cube)                                        | 13 avril 2025 | Xuanyi Geng                | Chine       | 3,05                                 | 3,90                              | Chine                             | Yiheng Wang                       | 26 juillet 2025                   |      |
| 2x2x2 (Pocket Cube)                                         | Novembre 2023 | Teodor Zajder              | Pologne     | 0,43                                 | 0,88                              | Chine                             | Yiheng Wang                       | Décembre 2024                     |      |
| 4x4x4 (Rubik's Revenge)                                     | Juin 2024     | Max Park                   | États-Unis  | 15,71                                | 19,17                             | Pologne                           | Tymon Kolasiński                  | 9 février 2025                    |      |
| 5x5x5 (Professor's Cube)                                    | Novembre 2024 | Tymon Kolasiński           | Pologne     | 30,45                                | 34,31                             | Pologne                           | Tymon Kolasiński                  | 4 juillet 2025                    |      |
| 6x6x6                                                       | 26 avril 2025 | Max Park                   | États-Unis  | 57,69                                | 1:05,66                           | États-Unis                        | Max Park                          | Août 2024                         |      |
| 7x7x7                                                       | Juillet 2024  | Max Park                   | États-Unis  | 1:34,15                              | 1:39,68                           | États-Unis                        | Max Park                          | Avril 2024                        |      |
| 3x3x3 à l'aveugle                                           | Février 2024  | Tommy Cherry               | États-Unis  | 12,00                                | 14,05                             | États-Unis                        | Tommy Cherry                      | Juillet 2024                      |      |
| 3x3x3 résolution optimale                                   | Juin 2019     | Sebastiano Tronto          | Italie      | 16 mouvements en 1 heure             | 19,67 mouvements en 1 heure       | Pologne                           | Radomił Baran                     | 1er mars 2025                     |      |
| 3x3x3 résolution optimale                                   | Juin 2024     | Aedan Bryant & Levi Gibson | États-Unis  | 16 mouvements en 1 heure             | 19,67 mouvements en 1 heure       | Pologne                           | Radomił Baran                     | 1er mars 2025                     |      |
| 3x3x3 résolution optimale                                   | Octobre 2024  | Jacob Sherwen Brown        | Royaume-Uni | 16 mouvements en 1 heure             | 19,67 mouvements en 1 heure       | Pologne                           | Radomił Baran                     | 1er mars 2025                     |      |
| 3x3x3 à une main                                            | Octobre 2024  | El Ouerguemi Ziyad         | Suisse      | 5,66                                 | 7,72                              | États-Unis                        | Luke Garrett                      | 9 mars 2025                       |      |
| Rubik's Clock                                               | 10 mai 2025   | Volodymyr Kapustianskyi    | États-Unis  | 1,64                                 | 2,28                              | Nouvelle-Zélande                  | Lachlan Gibson                    | 10 mai 2025                       |      |
| Megaminx                                                    | 18 mai 2025   | Aidan Grainger             | Royaume-Uni | 22,89                                | 25,36                             | Russie                            | Timofei Tarasenko                 | 8 février 2025                    |      |
| Pyraminx                                                    | Décembre 2023 | Simon Kellum               | États-Unis  | 0,73                                 | 1,15                              | Australie                         | Sebastian Lee                     | Novembre 2024                     |      |
| Skewb                                                       | Juillet 2022  | Carter Kucala              | États-Unis  | 0,75                                 | 1,37                              | Pologne                           | Ignacy Samselski                  | 14 juin 2025                      |      |
| Square-1                                                    | Mars 2024     | Ryan Pilat                 | États-Unis  | 3,41                                 | 4,63                              | États-Unis                        | Sameer Aggarwal                   | 1er février 2025                  |      |
| 4x4x4 à l'aveugle                                           | Janvier 2023  | Stanley Chapel             | États-Unis  | 51,96                                | 59,39                             | États-Unis                        | Stanley Chapel                    | 15 juin 2025                      |      |
| 5x5x5 à l'aveugle                                           | 1er août 2025 | Stanley Chapel             | États-Unis  | 2:02,28                              | 2:27,63                           | États-Unis                        | Stanley Chapel                    | Décembre 2019                     |      |
| 3x3x3 plusieurs cubes à l'aveugle (multi-blind)             | Avril 2025    | Rowe Hessler               | États-Unis  | 63/66 cubes résolus en 59:50 minutes | Pas de moyenne pour cet évènement | Pas de moyenne pour cet évènement | Pas de moyenne pour cet évènement | Pas de moyenne pour cet évènement |      |
| 3x3x3 avec les pieds (discipline retirée le 1 janvier 2020) | Décembre 2019 | Mohammed Aiman Koli        | Inde        | 15,56                                | 19,90                             | Malaisie                          | Lim Hung                          | Décembre 2019                     |      |